# Cobasna (stație c.f.), Stînga Nistrului
Cobasna (stație de cale ferată) este un sat și o stație de cale ferată din cadrul comunei Cobasna din Unitățile Administrativ-Teritoriale din Stînga Nistrului, Republica Moldova.